# فهرست میراث فرهنگی ناملموس در سوئیس
فهرست میراث ناملموس در سوئیس شامل ۱۰ میراث ناملموس است.
گنجاندن عناصر جدید میراث در فهرست‌های میراث فرهنگی ناملموس توسط کمیته بین‌دولتی برای حفاظت از میراث فرهنگی ناملموس تعیین می‌شود که توسط کنوانسیون تأسیس شده است. این میراث شامل دانش، مهارت‌ها، سنت‌ها، آیین‌ها، زبان‌ها، موسیقی، رقص، هنرهای نمایشی، غذاهای سنتی و دیگر جلوه‌های زنده فرهنگ است. هدف از حفاظت این میراث، حفظ تنوع فرهنگی و هویت‌های بومی در برابر تغییرات جهانی است.
سوئیس کنوانسیون را در ۱۶ ژوئیه ۲۰۰۸ تصویب کرد.

## فهرست
| نام                                      | تصویر | سال  | شماره | توضیحات |
| ---------------------------------------- | ----- | ---- | ----- | --- |
| جشنواره شراب‌سازی در ووه                  |       | ۲۰۱۶ | 01201 | Fête des Vignerons (جشنواره شراب‌سازی) یک جشنواره سنتی است که از سال ۱۷۹۷ در ووه برگزار می‌شود. فاصله بین دو جشنواره بین ۱۴ تا ۲۸ سال متغیر بوده است. |
| کارناوال بازل                            |       | ۲۰۱۷ | 01262 | کارناوال بازل بزرگ‌ترین کارناوال در کشور سوئیس است که هر ساله در بازل برگزار می‌شود.                                                                  |
| هنر ساخت سنگ‌چین خشک، دانش و تکنیک‌ها +    |       | ۲۰۱۸ | 02106 | سنگ‌چین خشک یک روش ساخت است که در آن ساختارها از سنگ بدون استفاده از ملات ساخته می‌شوند.                                                              |
| مدیریت ریسک بهمن +                       |       | ۲۰۱۸ | 01380 | |
| رژه‌های هفته مقدس در مندریزیو             |       | ۲۰۱۹ | 01460 | سنت رژه‌های هفته مقدس در ماندریزیو. |
| کوهنوردی +                               |       | ۲۰۱۹ | 01471 | |
| صنعت ساخت ساعت‌های مکانیکی و هنر مکانیک + |       | ۲۰۲۰ | 01560 | |
| آبیاری سنتی: دانش، تکنیک و سازماندهی +   |       | ۲۰۲۳ | 01979 | |
| فصل چراگاه آلپ                           |       | ۲۰۲۳ | 01966 | |

## یادداشت
1. ↑  مشترک با کرواسی، قبرس، فرانسه، یونان، ایتالیا، اسلوونی، اسپانیا، آندورا، اتریش، بلژیک، ایرلند و لوکزامبورگ.
2. ↑  مشترک با اتریش.
3. ↑  مشترک با فرانسه و ایتالیا.
4. ↑  مشترک با فرانسه.
5. ↑  مشترک با اتریش، بلژیک، آلمان، ایتالیا، لوکزامبورگ و هلند.